# Centaurea vorasana
Centaurea vorasana — вид квіткових рослин родини айстрових (Asteraceae). Ареал: пн. Греція, Північна Македонія.